# كارلوس دوران
كارلوس دوران (بالإسبانية: Carlos Durán Pando)‏ هو مدرب كرة قدم تشيلي، ولد في 10 أغسطس 1958 في سانتياغو في تشيلي.